# Abdulmalek Al-Khaibri
Abdulmalek Al-Khaibri (Riade, 13 de março de 1986) é um futebolista saudita que atua como meio-campista. Atualmente joga no Al-Shabab.

## Carreira
Foi convocado para defender a Seleção Saudita na Copa do Mundo de 2018.